# Лебідь чорношиїй
Лебідь чорношиїй (Cygnus melancoryphus) — вид великих птахів з підродини гусиних (Anserinae) родини Качкових (Anserinae). Мешкає у південній частині Південної Америки та на Фолклендських островах. Статевого диморфізму не має. Це найменший представник роду Лебідь. Йому не загрожує зникнення. Підвидів немає.

## Зовнішній вигляд

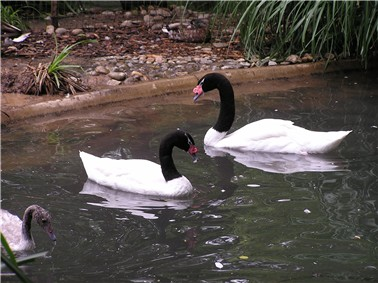
3 чорношиї лебеді, зліва видно молоду особину

Довжина тіла 102—124 см, розмах крил приблизно 177 см; маса тіла самок 3500–4400 г, самців 4600–8700 г . Цей птах схожий на близькоспорідненого лебедя-шипуна, але має чорну шию та більший рожевий воскодзьоб. За оком має тонку білу смужку. Самець нічим не відрізняється від самки. Це досить тихий птах, але при захисті гнізда може бути голосним.

## Поширення
Мешкає в південних районах Південної Америки та на Фолклендських островах. Найбільш численним є у Патагонії та Вогняній Землі. Популяції з півночі ареалу та Фолклендських островів загалом ведуть осілий спосіб життя . Птахи з високих широт взимку мігрують на північ аж до південно-східної Бразилії та Парагваю .

## Спосіб життя

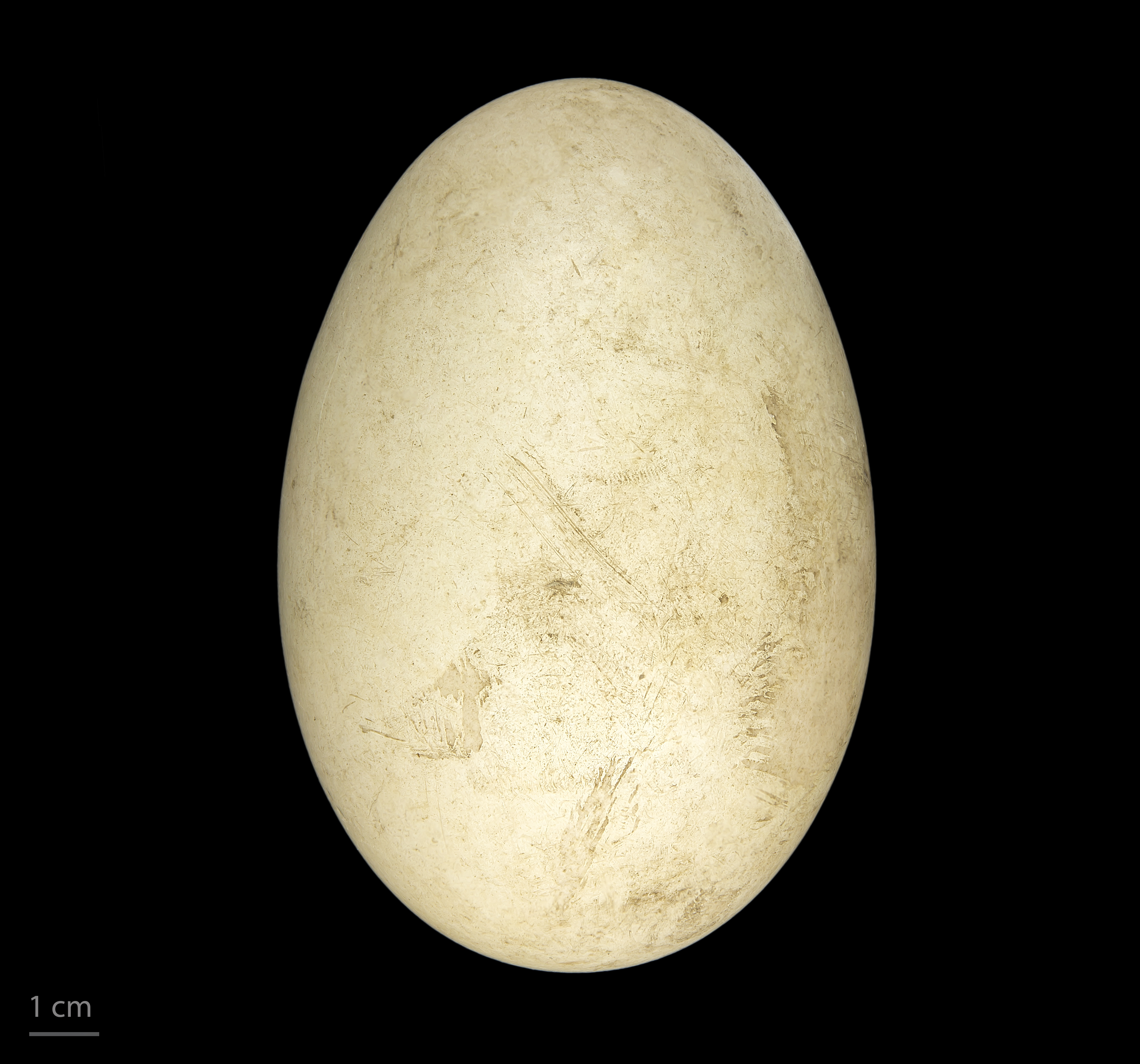
Яйце з музейної колекції

Біотоп
Селиться прямо на берегах озер, в болотах та лагунах.
Харчування
У природі харчується переважно водними рослинами, комахами та ікрою риб.
Виводки
Розмноження відбувається наприкінці осені та взимку.
Яйця
Самка відкладає 4–8 яєць і висиджує їх 36–40 днів . Самець не допомагає у вииджуванні, а захищає свою партнерку.
Пташенята
Пташенята відрізняються від своїх батьків: шия у них коричнево-сіра, а ніжки та дзьоб сірі. Коли вони ще зовсім маленькі, батьки ретельно піклуються про них, зокрема, «перевозять» на спині.

## Статус
Міжнародний союз охорони природи (МСОП) з 1988 року визнав чорношийого лебедя видом, що викликає найменше занепокоєння ( LC). Глобальна популяційна тенденція вважається стабільною, хоча популяційні тенденції деяких популяцій невідомі.

## Розведення
Чорношиїх лебедів охоче розводять через їх оригінальний зовнішній вигляд. Їх вольєр повинен бути обладнаний водоймою. На землі повинна рости трава, її також можна накрити великою кількістю соломи. Вони повинні проводити холодні дні в опалювальному приміщенні, в якому повинен бути басейн або принаймні миска з водою.